# 655
Năm 655 là một năm trong lịch Julius. 